# Elias Júnior
Elias Monteiro Lima, conhecido apenas como Elias Junior (Peixe, Tocantins, 25 de junho de 1978) é um jornalista, repórter, locutor, apresentador e político, ex-deputado estadual em Goiás.
Tornou-se conhecido do público seu trabalho na TV Record em Goiânia, especialmente em programas policiais onde atuava como repórter.

## História
Elias iniciou a carreira como locutor de rádio em emissoras do Tocantins, como Rádio Araguaia, Jovem FM e Rádio Sucesso. Começou em televisão em 2005, em trabalho temporário na TV Jovem Palmas/SBT, atuando como repórter na cobertura ao vivo do carnaval fora de época de Palmas. Após isso, retornou para a TV somente dois anos depois.
Em 2007, Elias Junior estreou na TV Record Goiás no comando do bloco Caravana Record, um quadro que mostrava os problemas das comunidades de toda região metropolitana de Goiânia, dentro da versão região do programa Balanço Geral. Nos bairros, Elias Junior conduzia as matérias utilizando uma linguagem coloquial e expressões que o aproximavam do público, tornando-o bastante popular, a ponto de passar a apresentar o programa aos sábados.
Trabalhou na Record até 2010, quando deixou a emissora para disputar as eleições daquele mesmo ano.                                                    Em 2024 ele estava fazendo uma filmagem quando capturou em câmera o desabamento da Ponte Juscelino Kubitschek.

### Política
Em 2010 Elias Junior pleiteou uma cadeira na Assembleia Legislativa de Goiás e foi eleito deputado estadual com 14.799 votos pelo PMN. Em 2012 concorreu ao cargo de prefeito de Goiânia, pelo mesmo partido. Não foi eleito, obtendo votação de 61.730 votos. Como deputado foi presidente da Comissão de Desenvolvimento, Ciência e Tecnologia da casa.
Logo após às eleições voltou para a TV, desta vez pela TV Goiânia, afiliada da Rede Bandeirantes, realizando o mesmo trabalho nos bairros e apresentando, eventualmente, a edição regional do jornalístico Brasil Urgente. Deixou a emissora em meados de 2015, passando a exercer a função de locutor e também apresentador na TV Assembleia Legislativa. 